# Mitchell Heights
Mitchell Heights és una població dels Estats Units a l'estat de Virgínia de l'Oest. Segons el cens del 2000 tenia 301 habitants.

## Demografia
Segons el cens del 2000, Mitchell Heights tenia 301 habitants, 134 habitatges, i 99 famílies. La densitat de població era de 352,2 habitants per km².
Dels 134 habitatges en un 19,4% hi vivien nens de menys de 18 anys, en un 64,9% hi vivien parelles casades, en un 8,2% dones solteres, i en un 25,4% no eren unitats familiars. En el 24,6% dels habitatges hi vivien persones soles el 17,2% de les quals corresponia a persones de 65 anys o més que vivien soles. El nombre mitjà de persones vivint en cada habitatge era de 2,25 i el nombre mitjà de persones que vivien en cada família era de 2,65.
Per edats la població es repartia de la següent manera: un 15,9% tenia menys de 18 anys, un 4,7% entre 18 i 24, un 21,6% entre 25 i 44, un 32,9% de 45 a 60 i un 24,9% 65 anys o més.
L'edat mediana era de 50 anys. Per cada 100 dones de 18 o més anys hi havia 74,5 homes.
La renda mediana per habitatge era de 52.500 $ i la renda mediana per família de 78.404 $. Els homes tenien una renda mediana de 61.250 $ mentre que les dones 33.750 $. La renda per capita de la població era de 39.603 $. Entorn del 2,4% de les famílies i el 3,9% de la població estaven per davall del llindar de pobresa.

## Poblacions més properes
El següent diagrama mostra les poblacions més properes.